# Tholakele Madala
Tholakele Hope „Tholie“ Madala (* 13. Juli 1937 in Kokstad; † 25. August 2010) war ein südafrikanischer Jurist und Richter am Verfassungsgericht der Republik Südafrika.

## Ausbildung und beruflicher Werdegang
Geboren in Kokstad, besuchte Madala das St. John's College in Umtata, das er 1956 abschloss. Hieran schloss sich das Studium an der Universität Fort Hare an. Dort wurde ihm der Abschluss des Bachelor of Arts und ein Diplom zum Unterrichten an Universitäten Südafrikas verliehen. Daraufhin unterrichtete er am Lovedale Institute in Alice und in Swasiland (heute Eswatini), bevor er 1972 das Studium der Rechtswissenschaften an der Universität von Natal aufnahm und diese mit dem Bachelor of Laws abschloss. Dort war er am Aufbau einer studentischen Rechtsberatung für Bedürftige beteiligt. Ab 1980 unterrichtete Madala an der Walter-Sisulu-Universität in Mthatha, bis er 1982 als Prozessanwalt zugelassen wurde. In seiner Anwaltskanzlei betreute er viele Fälle, die eine Verletzung von Menschenrechten zum Gegenstand hatten. Aufgrund dieser Spezialisierung gründete er 1985 die Prisoners' Welfare Programmes, eine gemeinnützige Organisation, die die finanzielle und juristische Unterstützung von politischen Gefangenen zum Ziel hatte. Dieser Organisation stand Madala bis 2008 als Präsident vor. Zwischen 1987 und 1990 und von 1991 bis 1993 war er zudem Vorsitzender der Vereinigung der Solicitor von Transkei. 1994 wurde er als erster Nicht-Weißer auf eine Richterstelle in der Provinz Ostkap berufen. Noch im September desselben Jahres ernannte ihn Nelson Mandela zum Richter am neugegründeten Verfassungsgericht der Republik Südafrika. Diese Stelle hatte er bis zu seiner Ruhesetzung 2008 inne. Neben seiner beruflichen Tätigkeit blieb er weiterhin mit der Ausbildung junger Menschen verbunden. So gehörte er etwa dem Verwaltungsrat der Walter-Sisulu-Universität an und engagierte sich dort insbesondere für die juristische Fakultät.

## Sonstiges
Madala war mit Patricia Alice Ndileka Madala, ebenfalls Anwältin, verheiratet. Mit ihr hatte er drei Kinder und war zweifacher Großvater. Er engagierte sich zudem in der Anglikanischen Kirche des südlichen Afrika.

## Auszeichnungen
- Ehrendoktorwürde der Universität von KwaZulu-Natal (1999)

## Publikationen (Auswahl)
- Affirmative action: a South African perspective. In: SMU law review. 52, Nr. 4, 1999, ISSN 0038-4836, S. 1539–1548.
- Rule under apartheid and the fledgling democracy in post-apartheid South Africa: the role of the judiciary. In: North Carolina journal of international law and commercial regulation. 26, Nr. 3, 2001, ISSN 0743-1759, S. 743–765.